# Вилаређа
Вилаређа (итал. Villareggia) је насеље у Италији у округу Торино, региону Пијемонт.
Према процени из 2011. у насељу је живело 814 становника. Насеље се налази на надморској висини од 269 м.

## Становништво
| 1931. | 1936. | 1951. | 1961. | 1971. | 1981. | 1991. | 2001. | 2011. |
| ----- | ----- | ----- | ----- | ----- | ----- | ----- | ----- | ----- |
| 1.141 | 1.390 | 1.298 | 1.201 | 1.062 | 1.016 | 993   | 963   | 1.012 |